# Roberto Schmidt

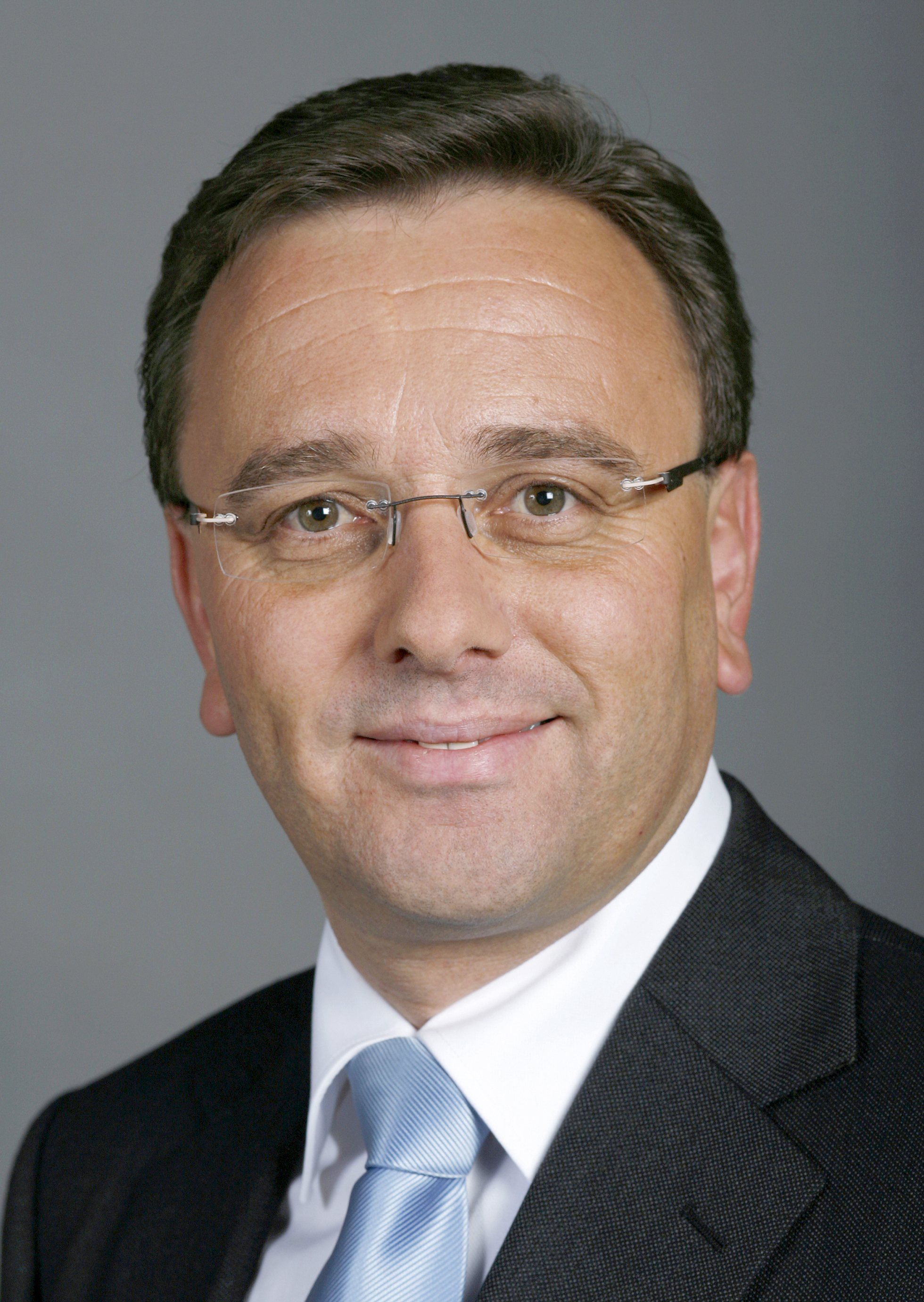
Roberto Schmidt (2007)

Roberto Schmidt (* 16. Juli 1962 in Siders; heimatberechtigt in Leuk) ist ein Schweizer Politiker (CSPO/CVP). Von 2017 bis 2025 war er Staatsrat des Kantons Wallis. Er stand dem Departement für Finanzen und Energie vor. Vom 1. Mai 2022 bis 30. April 2023 präsidierte er den Staatsrat.

## Werdegang
Roberto Schmidt ist Jurist. Von 2001 bis 2005 war er im Gemeinderat von Leuk, von 2005 bis 2017 amtete er als Gemeindepräsident.
Bei den Wahlen vom 21. Oktober 2007 wurde er vom Kanton Wallis in den Nationalrat gewählt. Als Mitglied der Christlichsozialen Volkspartei Oberwallis (CSPO) gehörte er bis 2011 der Fraktion CVP-EVP-glp (CEg) an. Schmidt war von 2007 bis 2011 Mitglied der Staatspolitischen Kommission sowie ab 2010 der Kommission für Umwelt, Raumplanung und Energie. Bei den Wahlen vom 23. Oktober 2011 wurde er nicht wiedergewählt. Erneut gewählt wurde er in den Nationalratswahlen 2015. Von 2015 bis 2017 war er Mitglied der Finanzkommission und der Kommission für Rechtsfragen. Nach seiner Wahl in den Walliser Staatsrat trat er 2017 aus dem Nationalrat zurück. Im April 2011, nach der Atomkatastrophe von Fukushima, reichte er die entscheidende Motion ein, die den Schweizer Atomausstieg einleitete.
Bei den Wahlen der Kantonsregierung wurde Schmidt im März 2017 in der Stichwahl in den Walliser Staatsrat gewählt. 2021 wurde er wiedergewählt. Er steht dem Departement für Finanzen und Energie vor. Vom 1. Mai 2022 bis 30. April 2023 präsidiert er in Nachfolge von Frédéric Favre den Walliser Staatsrat. Am 30. April 2025 schied er aus der Walliser Regierung aus.
Schmidt ist seit 2004 Künstlerischer Leiter der Operette Leuk und Mitinitiant dieses Kultur-Ereignisses.  Als Dirigent leitet er seit 40 Jahren verschiedene Musikgesellschaften und Chöre, die zurzeit den Chor St. Stephan in Leuk-Stadt.
Schmidt ist verheiratet und wohnt in Leuk-Stadt. Er hat eine erwachsene Tochter.

## Politische Ämter
- Gemeinderat von Leuk (2001–2005)
- Gemeindepräsident von Leuk (2005–2017)
- Nationalrat (2007–2011 und 2015–2017)
- Staatsrat (2017–2025)